# Jay C. Flippen
Pour les articles homonymes, voir Flippen.
Jay C. Flippen (parfois crédité J. C. Flippen) est un acteur américain, né le 6 mars 1899 à Little Rock (Arkansas), mort le 3 février 1971 à Los Angeles (Californie).

## Biographie
Jay C. Flippen débute au théâtre, dans une troupe de « minstrels » (vaudeville, radio également). Il joue à Broadway (New York) entre 1925 et 1944, uniquement dans des comédies musicales.
Au cinéma, une série de courts métrages comiques vers la fin du muet, dont un certain Jay C. Flippen est la vedette, n'est pas mentionnée dans les index, mais il semble peu probable qu'il s'agisse d'un homonyme. Sinon, il apparaît à l'écran entre 1929 et 1971, notamment aux côtés (à plusieurs reprises) des réalisateurs Nicholas Ray ou Anthony Mann, et des acteurs James Stewart ou John Wayne, entre autres dans des westerns.
Pour la télévision, il participe à des séries (Les Incorruptibles, Bonanza, L'Homme de fer...) et téléfilms, de 1954 à 1971.

## Théâtre (sélection)
Comédies musicales, à Broadway
- 1925 : June Days, musique de J. Fred Coots, lyrics de Clifford Grey
- 1926 : Hello, Lola, musique de William B. Kernell, lyrics de Dorothy Donnelly
- 1926 : The Great Temptations, musique de Maurice Rubens, lyrics de Clifford Grey, avec Arthur Treacher
- 1927 : Padlocks of 1927, musique de Lee Davis et Jesse Greer, lyrics de Billy Rose
- 1930 : Second Little Show, musique d'Arthur Schwartz, lyrics d'Howard Dietz
- 1938-1941 : Hellzapoppin, musique et lyrics de Sammy Fain et Charles Tobias
- 1944 : Take a Bow, musique de Ted Murray et Benny Davis, lyrics de Benny Davis, avec Chico Marx

## Filmographie
(liste partielle)

### Au cinéma

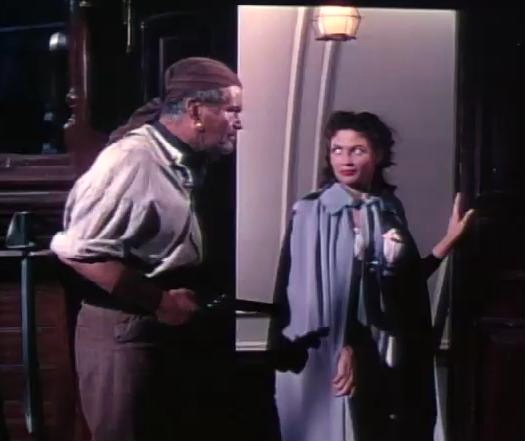
Dans La Fille des boucaniers (1950),
avec Yvonne De Carlo

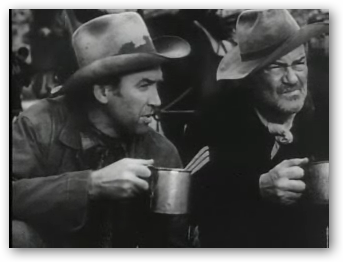
Dans Winchester '73 (1950),
avec James Stewart

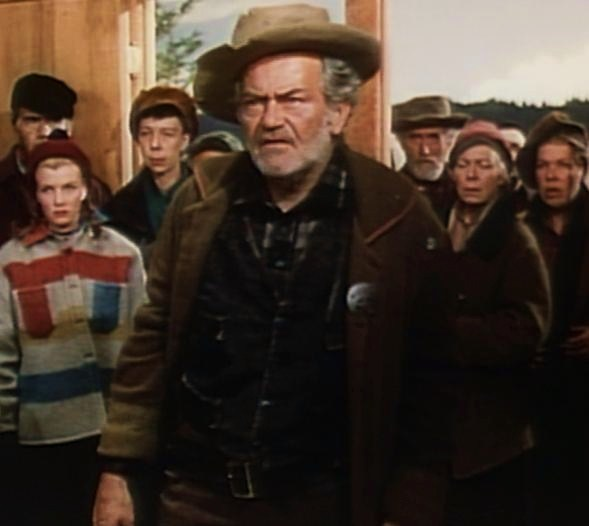
Dans Je suis un aventurier (1954)

- 1929 : The Home Edition de Monte Brice (court métrage)
- 1934 : Million Dollar Ransom de Murray Roth
- 1934 : Marie Galante de Henry King
- 1938 : Salk Shakers de Milton Schwarzwald
- 1947 : Les Démons de la liberté (Brute Force) de Jules Dassin
- 1947 : Intrigue d'Edwin L. Marin
- 1948 : Les Amants de la nuit (They Live by Night) de Nicholas Ray
- 1949 : Secret de femme (A Woman's Secret) de Nicholas Ray
- 1949 :  Toute la rue chante (Oh, You Beautiful Doll) de John M. Stahl
- 1949 : Les Marins de l'Orgueilleux (Down to sea in ships) d'Henry Hathaway
- 1950 : Ma brute chérie (Love that brute) d'Alexander Hall
- 1950 : Winchester '73 d'Anthony Mann
- 1950 : La Fille des boucaniers (Buccaneer's Girl) de Frederick de Cordova
- 1950 : Les Rebelles de Fort Thorn (Two flags west) de Robert Wise
- 1951 : Les Diables de Guadalcanal (Flying Leathernecks) de Nicholas Ray
- 1951 : Le peuple accuse O'Hara (The People Against O'Hara) de John Sturges
- 1951 : The Model ans the Marriage Broker de George Cukor
- 1952 : Scandale à Las Vegas (The Las vegas story) de Robert Stevenson
- 1952 : Les Affameurs (Bend of the River) d'Anthony Mann
- 1953 : Le Port des passions (Thunder Bay) d'Anthony Mann
- 1953 : La Nuit sauvage (Devil's Canyon) de Alfred Werker
- 1953 : À l'est de Sumatra (East of Sumatra) de Budd Boetticher
- 1953 : L'Équipée sauvage (The Wild One) de László Benedek
- 1954 : Je suis un aventurier (The Far Country) d'Anthony Mann
- 1954 : Ceux du voyage (Carnival Story), de Kurt Neumann
- 1955 : L'Homme qui n'a pas d'étoile (The Man without a Star) de King Vidor
- 1955 : La police était au rendez-vous (Six Bridges to Cross), de Joseph Pevney
- 1955 : Oklahoma ! de Fred Zinnemann
- 1955 : Strategic Air Command, d'Anthony Mann
- 1955 : L'Étranger au paradis (Kismet) de Vincente Minnelli
- 1955 : Beau fixe sur New York (It's always Fair Weather) de Stanley Donen et Gene Kelly
- 1956 : La Mission du capitaine Benson (7th Cavalry) de Joseph H. Lewis
- 1956 : Le Roi et Quatre Reines (The King and Four Queens) de Raoul Walsh
- 1956 : L'Ultime Razzia (The Killing) de Stanley Kubrick
- 1957 : Les espions s'amusent (Jet Pilot) de Josef von Sternberg
- 1957 : Rendez-vous avec une ombre (The Midnight Story) de Joseph Pevney
- 1957 : Le Jugement des flèches (Run of the Arrow) de Samuel Fuller
- 1957 : L'Otage du gang (Hot Summer Night) de David Friedkin
- 1957 : Le Survivant des monts lointains (Night Passage) de James Neilson
- 1958 : La Fureur des hommes (From Hell to Texas) d'Henry Hathaway
- 1960 : Le Fleuve sauvage (Wild River) d'Elia Kazan
- 1960 : Studs Lonigan d'Irving Lerner
- 1960 : The Plunderers de Joseph Pevney
- 1962 : La Conquête de l'Ouest (How the West was won) (non crédité) de John Ford, George Marshall et Henry Hathaway
- 1964 : Looking for Love (en) de Don Weis
- 1965 : Cat Ballou d'Elliot Silverstein
- 1965 : La Plus Grande Histoire jamais contée (The Greatest Story ever told) (non crédité) de George Stevens, David Lean et Jean Negulesco
- 1967 : Trois Fantômes à la plage (The Spirit is willing) de William Castle
- 1968 : Les Cinq Hors-la-loi (Firecreek) de Vincent McEveety
- 1968 : Les Feux de l'enfer (Hellfighters) d'Andrew V. McLaglen
- 1971 : The Seven Minutes de Russ Meyer

### À la télévision

#### Séries
- 1958 : Au nom de la loi (Wanted : Dead or Alive)
  - Saison 1, épisode 8 Le Procès (Miracle at Pot Hole)
- 1959-1962 : Première série Les Incorruptibles (The Untouchables)
  - Saison 1, épisode 11 Jamais gagnant (You can't pick the Number, 1959) de Richard Whorf
  - Saison 3, épisode 12 Le Bouc émissaire (Fall Guy, 1962) de Bernard L. Kowalski
- 1959-1965 : Rawhide
  - Saison 1, épisode 4 Incident of the Widowed Dove (1959) de Ted Post
  - Saison 6, épisode 23 Incident at Hourglass (1964) de Christian Nyby
  - Saison 7, épisode 15 Josh (1964) d'Herschel Daugherty
- 1960 : Route 66 (titre original)
  - Saison 1, épisode 8 Legacy for Lucia
- 1962 : Ombres sur le soleil (Follow the Sun)
  - Saison unique, épisode 15 The Last of the Big Spenders
- 1962 : C'est arrivé à Sunrise (Bus Stop)
  - Saison unique, épisode 24 Verdict of 12 de Felix E. Feist
- 1963 : Bonanza
  - Saison 5, épisode 13 The Prime of Life de Christian Nyby
- 1963-1964 : Première série L'Homme à la Rolls
  - Saison 1, épisode 1 Who killed Holly Howard ? (1963) d'Hy Averback, épisode 9 Who killed Wade Walker ? (1963) et épisode 26 Who killed Molly ? (1964) de Don Weis
- 1964 : Gunsmoke ou Police des plaines (Gunsmoke ou Marshal Dillon)
  - Saison 9, épisode 27 Owney Tupper had a Daughter de Jerry Hopper
- 1966-1969 : Le Virginien (The Virginian)
  - Saison 4, épisode 26 The Wolves Up Front, the Jackals Behind (1966) de Paul Stanley
  - Saison 6, épisode 12 The Barren Ground (1967) d'Abner Biberman
  - Saison 7, épisode 14 Stopover (1969)
- 1967 : L'Homme de fer (Ironside)
  - Saison 1, épisode 13 Vol sans laisser de trace (A Very Cool Hot Car)
- 1969 : Les Règles du jeu (The Name of the Game)
  - Saison 1, épisode 18 The Incomparable Connie Walker
  - Saison 2, épisode 5 Chains of Command

#### Téléfilms
- 1966 : Fame Is the Name of the Game de Stuart Rosenberg
- 1968 : The Sound of Anger de Michael Ritchie
- 1970 : The Old Man who cried Wolf de Walter Grauman
- 1971 : Sam Hill : Who killed Mr. Foster ? de Fielder Cook